# 加拿大地質調查局
加拿大地質調查局（法語：Commission Géologique du Canada，CGC）是加拿大自然资源部地球科学司下属部门。加拿大地質調查局负责国家地质调查、开发自然资源和保护环境。地质调查局是加拿大最早的科学研究机构和最早设立的政府部门之一。